# Taenaris camaronensis
Taenaris camaronensis är en fjärilsart som beskrevs av Rothschild 1916. Taenaris camaronensis ingår i släktet Taenaris och familjen praktfjärilar. Inga underarter finns listade i Catalogue of Life.